# 黒田清綱
黒田 清綱（くろだ きよつな、1830年4月13日（天保元年3月21日） - 1917年（大正6年）3月23日）は、日本の官僚、政治家、歌人。正二位勲一等子爵。

## 経歴

### 幕末
薩摩藩士・黒田清直の嫡男として生まれる。 同じ薩摩藩出身の黒田清隆との直接の血縁は遠いが、あるとされている。諸説あり。 藩校造士館で学んだ後、藩主島津斉彬に気に入られて史館に入る。また、国学者・歌人である八田知紀に和歌を学ぶ。また、西郷隆盛とも親交が厚かった。後に軍賦役となる。1866年（慶応2年）の江戸幕府による第二次長州征伐の際、大宰府に流されていた五卿（七卿落ちの後病死した錦小路頼徳と逃亡中の澤宣嘉を除いた5名）を大坂に連行しようとするが、4月に藩命を受けて五卿の移送の阻止に大宰府に向かった黒田は幕府の使者である監察小林甚六郎と直談判して移送を中止させた。その後、10月に藩の正使として長州藩主毛利敬親と会談した。その後、京都・大坂に滞在し、戊辰戦争の際には山陰道鎮撫総督参謀として総督西園寺公望を補佐した。

### 明治
その後、鹿児島藩参政として伊地知正治とともに藩政改革に努め、1870年（明治3年）に明治政府に召され、弾正少弼として稲田騒動の鎮圧を図り、次いで東京府大参事として川路利良とともに警察制度の設立に参画した。後に教部少輔・文部少輔に転じる。西南戦争の際には島津久光に西郷の助命嘆願を行い、西郷の死後も三条実美らに名誉回復を進言した。1875年（明治8年）に元老院議官を経て、華族令公布後の1887年（明治20年）5月24日、子爵に叙せられる。1890年（明治23年）7月10日に貴族院議員に選出されて1期務める。同年10月20日、錦鶏間祗候となる。1900年（明治33年）に枢密顧問官に任じられた。
同門の高崎正風の没後は明治・大正両天皇の和歌の指導にあたった。また、麹町に滝園社を建てて歌集「庭たつみ」を刊行して門人を育てた。実子・清秀がいたが、庶子であるのを憚って家督を養子としていた甥の清輝に譲った。だが、清輝は留学中に西洋画を志して明治を代表する洋画家となったため、滝園社は清秀が継承した。

## 家族
- 父・黒田清直 ‐ 薩摩藩士。[5][6]
- 弟・黒田清兼（1837-） ‐ 鹿児島神宮宮司。前妻との間に一男一女、後妻の間に二男三女あり。[7][5]
- 妻・貞子（1837-1904） ‐ 薩摩藩士・平岡等の三女。[8]
- 長女・チカ（千賀、1858-） ‐ 橋口文蔵の妻。[5]
- 養嗣子(甥)・黒田清輝（1866-1924） ‐ 清兼の長男。子爵。1871年に養子縁組。[5]
- 二男・黒田清秀（1873-1950） ‐ 実子としては長男（庶子）。資産家。札幌農学校を経て1891年ミシガン州立農業大学（ミシガン州立大学の前身）に留学、1893年帰国、日本銀行、日英博覧会事務局、農務省嘱託を経て中央生命保険相互役員。岳父に大木喬命、相婿に久能木慎治など。[9][10]
- 三男・黒田直綱（1878-） ‐ 実子としては二男。薩摩藩士・黒田勘兵衛の養子となる。[9]
- 養女・純子（-1909） ‐ 清兼の三女。清輝の異母妹。子爵大給近孝の弟・大給近清の妻となったが夭折した。[5][11]
- 孫・黒田文紀(1923-) ‐ チカの二男・橋口孝の長男。清輝の没後、死跡相続し、子爵を継ぐ。[5]

## 栄典
位階
- 1885年（明治18年）10月1日 - 正四位[12]
- 1886年（明治19年）10月20日 - 従三位[13]
- 1894年（明治27年）5月21日 - 正三位[14]
- 1904年（明治37年）9月30日 - 従二位[15]
- 1915年（大正4年）10月11日 - 正二位[16]

勲章等
- 1886年（明治19年）11月30日 - 勲二等旭日重光章[17]
- 1889年（明治22年）11月25日 - 大日本帝国憲法発布記念章[18]
- 1903年（明治36年）6月26日 - 勲一等瑞宝章[19]
- 1906年（明治39年）4月1日 - 旭日大綬章[20]
- 1912年（大正元年）8月1日 - 韓国併合記念章[21]
- 1915年（大正4年）11月10日 - 大礼記念章（大正）[22]
- 1917年（大正6年）3月23日 - 旭日桐花大綬章[23]